# マリー＝イザベル・ドルレアン
マリー＝イザベル・ドルレアン（フランス語：Marie-Isabelle d'Orléans, 1848年9月21日 - 1919年7月20日）は、モンパンシエ公アントワーヌの長女で、パリ伯フィリップの妻。母方の血筋を通じてスペイン王女の称号も持っていた。スペイン語名はマリア・イサベル・デ・オルレアンス（María Isabel de Orleans）。

## 生涯
モンパンシエ公アントワーヌとその妻であるスペイン王女ルイサ・フェルナンダ（イサベル2世の妹）の長女として、セビーリャで生まれた。スペイン王フェルナンド7世とフランス王ルイ・フィリップの孫にあたる。
1864年5月30日、15歳のマリー＝イザベルは父方の従兄にあたる10歳年上のパリ伯フィリップと結婚し、8子をもうけた。
- アメリー（1865–1951） - ポルトガル王カルロス1世妃。
- フィリップ（1869–1926） - オルレアン公。
- エレーヌ（1871–1951） - アオスタ公エマヌエーレ・フィリベルトと結婚。
- シャルル（1875） - 夭折。
- イザベル（1878–1961） - ギーズ公ジャンと結婚。
- ジャック（1880–1881）
- ルイーズ（1882–1958） - 両シチリア王族カルロ・タンクレーディと結婚。前スペイン王フアン・カルロス1世の祖母。
- フェルディナン（1884–1924） - モンパンシエ公。

フランスから追われたフィリップ夫妻は、最初イギリスへ移った。1871年に帰国が許され、一家はパリのオテル・マティニョンやノルマンディーのユー城で暮らした。
1886年、パリ伯一家は再びフランスを追放された。1894年、亡命先のイギリス・バッキンガムシャーでパリ伯フィリップは死去した。未亡人となったマリー＝イサベルはフランスのランダン城で暮らし、1919年にスペインのビリャマンリケ・デ・ラ・コンデサ（セビリア県の町）で死去した。